# James Aubrey
James Aubrey Tregidgo (Klagenfurt, 28 de agosto de 1947 — 8 de abril de 2010) foi um ator austríaco.